# Менкарини (Лука)
Менкарини је насеље у Италији у округу Лука, региону Тоскана.
Према процени из 2011. у насељу је живело 36 становника. Насеље се налази на надморској висини од 168 м.